# Copa de Liechtenstein 2017-18
La Copa de Liechtenstein 2017-18 (Conocida como FL1 Aktiv Cup por ser patrocinada por la empresa de telecomunicaciones Telecom Liechtenstein) fue la edición número 73 de la única competencia de carácter nacional organizada por la Asociación de Fútbol de Liechtenstein (L. F. V.).
El torneo empezó el 22 de agosto de 2017 con la ronda preliminar y terminó el 2 de mayo de 2018 con la final en el Rheinpark Stadion. 
El Vaduz se coronó campeón tras vencer, en la final, al Balzers con marcador de 3-0 y de esa manera obtuvo su título número 46.

## Sistema de competición
El torneo consta de cinco rondas, todas ellas serán jugadas por eliminación directa en un solo partido.

### Clasificación a torneos internacionales
El campeón del torneo se clasificará para la primera ronda de la Liga Europa de la UEFA 2018-19.

## Equipos participantes
Un total de 16 equipos participan en esta edición, 8 de ellos arrancaron en la primera ronda; cuatro más se les sumaron en la segunda ronda y otros cuatro más se unieron en los cuartos de final. Entre paréntesis se muestra el nivel de cada Liga en el sistema de ligas de fútbol de Suiza.
| Liga \ Ronda                 | Cuartos de final | Segunda ronda previa | Primera ronda Previa |
| ---------------------------- | ---------------- | -------------------- | -------------------- |
| Challenge League 2017-18 (2) | Vaduz            |                      |                      |
| 1. Liga 2017-18 (4)          | Balzers          |                      |                      |
| 1. Liga 2017-18 (4)          | Eschen/Mauren    |                      |                      |
| 2. Liga 2017-18 (6)          | Ruggell          |                      |                      |
| 3.Liga 2017-18 (7)           |                  | Schaan               | Balzers II           |
| 3.Liga 2017-18 (7)           |                  | Triesen              |                      |
| 3.Liga 2017-18 (7)           |                  | Triesenberg          |                      |
| 4.Liga 2017-18 (8)           |                  | Balzers III          | Schaan III           |
| 4.Liga 2017-18 (8)           |                  | Triesen II           | Eschen / Mauren II   |
| 4.Liga 2017-18 (8)           |                  | Schaan II (Azzurri)  |                      |
| 5.Liga 2017-18 (9)           |                  | Eschen/Mauren III    | Ruggell II           |
| 5.Liga 2017-18 (9)           |                  | Triesenberg II       |                      |

## Rondas previas

### Primera ronda
El sorteo de la primera ronda se realizó el 19 de julio de 2017. Los partidos de esta ronda se jugaron los días 22 y 23 de agosto.
| Local                   | Resultado | Visitante              | Fecha                | Estadio               |
| ----------------------- | --------- | ---------------------- | -------------------- | --------------------- |
| Schaan II (Azzurri) (8) | 0 – 11    | Triesenberg (7)        | 22 de agosto de 2017 | Sportplatz Rheinwiese |
| Ruggell II (9)          | 1 – 6     | Triesen (7)            | 22 de agosto de 2017 | Sportanlage Leitawis  |
| Triesenberg II (9)      | 1 – 2     | Eschen / Mauren II (8) | 22 de agosto de 2017 | Freizeitpark Widau    |
| Schaan III (8)          | 0 – 2     | Balzers II (7)         | 23 de agosto de 2017 | Sportplatz Rheinwiese |

### Segunda ronda
El sorteo de la segunda ronda se realizó el 28 de agosto de 2017. Los partidos de esta ronda se jugaron los días 19 y 20 de septiembre; y 4 de octubre de 2017.
| Local                  | Resultado    | Visitante       | Fecha                    | Estadio                 |
| ---------------------- | ------------ | --------------- | ------------------------ | ----------------------- |
| Eschen / Mauren II (8) | 2 – 0        | Balzers II (7)  | 19 de septiembre de 2017 | Sportpark Eschen-Mauren |
| Balzers III (8)        | 5 – 6 (pró.) | Schaan (7)      | 20 de septiembre de 2017 | Sportplatz Rheinau      |
| Eschen/Mauren III (9)  | 4 – 2        | Triesen II (8)  | 20 de septiembre de 2017 | Sportpark Eschen-Mauren |
| Triesen (7)            | 1 – 5        | Triesenberg (7) | 4 de octubre de 2017     | Blumenau Stadium        |

## Etapas finales
|  | Cuartos de final              | Cuartos de final              |             |                       | Semifinales | Semifinales |  |             | Final     | Final     |  |
|  | 24 de octubre y 25 de octubre | 24 de octubre y 25 de octubre |             |                       | 10 de abril | 10 de abril |  |             | 2 de mayo | 2 de mayo |  |
|  |                               |                               |             |                       |             |             |  |             |           |           |  |
|  |                               |                               |             |                       |             |             |  |             |           |           |  |
|  | Eschen/Mauren III (9)         | 3                             |             |                       |             |             |  |             |           |           |  |
|  | Eschen/Mauren III (9)         | 3                             |             |                       |             |             |  |             |           |           |  |
|  | Triesenberg (7)               | 1                             |             |                       |             |             |  |             |           |           |  |
|  | Triesenberg (7)               | 1                             |             | Eschen/Mauren III (9) | 1           |             |  |             |           |           |  |
|  |                               |                               |             | Eschen/Mauren III (9) | 1           |             |  |             |           |           |  |
|  |                               |                               | Balzers (4) | 6                     |             |             |  |             |           |           |  |
|  | Ruggell (6)                   | 1                             | Balzers (4) | 6                     |             |             |  |             |           |           |  |
|  | Ruggell (6)                   | 1                             |             |                       |             |             |  |             |           |           |  |
|  | Balzers (4)                   | 3                             |             |                       |             |             |  |             |           |           |  |
|  | Balzers (4)                   | 3                             |             |                       |             |             |  | Balzers (4) | 0         |           |  |
|  |                               |                               |             |                       |             |             |  | Balzers (4) | 0         |           |  |
|  |                               |                               | Vaduz (2)   | 3                     |             |             |  |             |           |           |  |
|  | Schaan (7)                    | 1                             | Vaduz (2)   | 3                     |             |             |  |             |           |           |  |
|  | Schaan (7)                    | 1                             |             |                       |             |             |  |             |           |           |  |
|  | Eschen/Mauren (4)             | 5                             |             |                       |             |             |  |             |           |           |  |
|  | Eschen/Mauren (4)             | 5                             |             | Eschen/Mauren (4)     | 0           |             |  |             |           |           |  |
|  |                               |                               |             | Eschen/Mauren (4)     | 0           |             |  |             |           |           |  |
|  |                               |                               | Vaduz (2)   | 2                     |             |             |  |             |           |           |  |
|  | Eschen / Mauren II (8)        | 0                             | Vaduz (2)   | 2                     |             |             |  |             |           |           |  |
|  | Eschen / Mauren II (8)        | 0                             |             |                       |             |             |  |             |           |           |  |
|  | Vaduz (2)                     | 9                             |             |                       |             |             |  |             |           |           |  |
|  | Vaduz (2)                     | 9                             |             |                       |             |             |  |             |           |           |  |
|  |                               |                               |             |                       |             |             |  |             |           |           |  |

### Cuartos de final
El sorteo de los cuartos de final se realizó el 6 de octubre de 2017. Los partidos de esta ronda se jugaron los días 24 y 25 de octubre de 2017.
| Local                  | Resultado | Visitante         | Fecha                 | Estadio                 |
| ---------------------- | --------- | ----------------- | --------------------- | ----------------------- |
| Ruggell (6)            | 1 – 3     | Balzers (4)       | 24 de octubre de 2017 | Sportpark Eschen-Mauren |
| Eschen / Mauren II (8) | 0 – 9     | Vaduz (2)         | 24 de octubre de 2017 | Freizeitpark Widau      |
| Schaan (7)             | 1 – 5     | Eschen/Mauren (4) | 25 de octubre de 2017 | Sportplatz Rheinwiese   |
| Eschen/Mauren III (9)  | 3 – 1     | Triesenberg (7)   | 25 de octubre de 2017 | Sportpark Eschen-Mauren |

### Semifinales
El sorteo de las semifinales se realizó el 29 de enero d 2018. Los partidos de esta ronda se jugarán el 10 de abril de 2018.
| Local                 | Resultado | Visitante   | Fecha               | Estadio |
| --------------------- | --------- | ----------- | ------------------- | ------- |
| Eschen/Mauren III (9) | 1–6       | Balzers (4) | 10 de abril de 2018 |         |
| Eschen/Mauren (4)     | 0–2       | Vaduz (2)   | 10 de abril de 2018 |         |

### Final
La final se jugó en el Rheinpark Stadion de Vaduz a un solo partido el 2 de mayo, que ha acogido la final de la copa desde 1999. El ganador de la final se proclamará campeón y se clasificará para la primera ronda previa de la Liga Europa 2018-19. 
| Local | Resultado | Visitante | Fecha             | Estadio           |
| ----- | --------- | --------- | ----------------- | ----------------- |
| Vaduz | 3–0       | Balzers   | 2 de mayo de 2018 | Rheinpark Stadion |

| Campeón     |
| FC Vaduz    |
| 46.º título |